# Abbott i Costello spotykają mordercę
Abbott i Costello spotykają mordercę (ang. Abbott and Costello Meet the Killer, Boris Karloff) – amerykański  film komediowy z 1949 roku w reżyserii Charlesa Bartona. Film opowiada o serii morderstw w odosobnionym hotelu, gdzie pracują bohaterowie grani przez znany duet komediowy Abbott i Costello.

## Fabuła
Akcja filmu rozgrywa się w hotelu Lost Caverns, gdzie Freddie Phillips (Lou Costello), niezdarny boy hotelowy, zostaje podejrzany o morderstwo jednego z gości. Pomaga mu detektyw hotelowy, Casey Edwards (Bud Abbott), który stara się oczyścić go z zarzutów. Wkrótce na scenie pojawia się tajemniczy mężczyzna, grany przez Borisa Karloffa, który próbuje zahipnotyzować Freddiego, by przyznał się do zbrodni. Jednak próba hipnozy nie przynosi skutku z powodu prostoduszności Freddiego.
W trakcie śledztwa inspektor Wellman (James Flavin) wykorzystuje Freddiego do zdemaskowania prawdziwego zabójcy. Film zawiera typowe dla Abbotta i Costello sceny slapstickowe, w tym klasyczną scenę znikającego ciała, które za każdym razem, gdy Freddie próbuje je pokazać innym, znika.

## Produkcja
Początkowo scenariusz filmu, zatytułowany "Easy Does It", został napisany z myślą o Bobie Hope, ale po zakupie przez Universal Pictures został przerobiony na potrzeby duetu Abbott i Costello. Rolę, którą ostatecznie zagrał Boris Karloff, pierwotnie napisano dla postaci kobiecej, ale zmieniono ją tuż przed rozpoczęciem zdjęć.

## Obsada
- Bud Abbott - Casey Edwards
- Lou Costello - Freddie Phillips
- Lénore Aubert - Angela Gordon
- Gar Moore - Jeff Wilson
- Donna Martell - Betty Crandall
- Alan Mowbray - Melton
- James Flavin - inspektor Wellman
- Roland Winters - T. Hanley Brooks
- Nicholas Joy - Amos Strickland
- Mikel Conrad - sierżant Stone
- Morgan Farley - Gregory Milford
- Victoria Horne - pani Hargreave
- Percy Helton - Abernathy
- Claire Du Brey - pani Grimsby
- Boris Karloff - Swami Talpur